# Wilhelm Wester
Wilhelm Wester (* 5. März 1889 in Elberfeld; † 26. Januar 1960 in Düren) war von 1927 bis 1959 prägender Pfarrer der Evangelischen Gemeinde zu Düren.
Er war von 1918 bis zu seinem Tode mit Agathe geb. Müller (1897 bis 1963) verheiratet. Seine beiden Söhne Heinz (* 1920) und Hans-Jürgen (* 1923) fielen beide 1944. Seine Tochter Doris wurde 1921 geboren. Von 1921 bis 1926 war Wester Pfarrer in Hörde bei Dortmund.
Insbesondere in der Zeit der nationalsozialistischen Gewaltherrschaft hat er mutig die Freiheit des christlichen Glaubens in Vorträgen und Predigten verteidigt, sodass er von März bis Oktober 1940 von der Gestapo verhaftet wurde und bis zum Kriegsende ein Aufenthaltsverbot für Rheinland und Westfalen hatte. Seine Rückkehr in die Gemeinde wurde dadurch erschwert, da er durch seinen undogmatischen theologischen Ansatz auch Widerstände in der rheinischen Kirche und der eigenen Gemeinde zu überwinden hatte. Ein Schreiben der Vereinigung der Verfolgten des Naziregimes (VVN), Kreisverband Düren, vom 21. November 1947  an den  Bürgermeister der Stadt Düren ist unterzeichnet mit Wilhelm Wester, Schriftführer. 
Er hat wesentlich die theologische Konzeption der Dürener Christuskirche (Indienststellung 1954) mitbestimmt.